# Pseudohallomenus cretaceus
Pseudohallomenus cretaceus là một loài bọ cánh cứng trong họ Melandryidae. Loài này được Nikitsky miêu tả khoa học năm 1977.